# Le Mythe de l'électeur rationnel
 (mai 2019).
Le Mythe de l'électeur rationnel, sous-titré Pourquoi les démocraties choisissent-elles de mauvaises politiques est un livre de Bryan Caplan paru en 2007, dans lequel l'auteur conteste l'image des électeurs raisonnables en qui la société peut se fier pour légiférer. Au contraire, Caplan cherche à démontrer leur irrationalité dans la sphère politique et les biais, les préjugés habitant chacune de leurs opinions concernant l'économie. 

## Résumé
Tout au long du livre, Caplan met l'accent sur les opinions économiques des électeurs, de nombreuses décisions politiques étant tributaires de questions économiques (immigration, commerce, protection sociale, croissance économique, etc.). À partir des données du Sondage sur les Opinions Economiques des américains et des Économistes  (Survey of Americans and Economics on Economy, ou SAEE), Caplan catégorise les racines des erreurs économiques en quatre préjugés : anti-marché, anti-étranger, pro-emploi, et pessimiste. 

### Préjugé anti-marché
Caplan nomme préjugé anti-marché (anti-market bias) la « tendance à sous-estimer les avantages du mécanisme du marché »:30. Selon Caplan, la population a tendance à se considérer comme victime  plutôt que comme acteur du marché. Il catégorise ainsi quelques fausses idées  liées à ce biais : 
1. les paiements du marché sont des transferts plutôt que des incitations,
2. une théorie monopolistique du prix, dans laquelle les entreprises l'imposent aux consommateurs.

Concernant la première erreur, il décrit que « les gens ont tendance à considérer les profits comme un cadeau pour les riches » et les « limitations de profits » comme avantages pour les plus pauvres:32. Cependant, les économistes considèrent les profits plus comme un moyen de promouvoir le commerce:32. De plus, les attaques historiques contre l'usure désigne celle-ci comme un vol de la part du créancier alors qu'en fait, les intérêts sont en réalité des compensations face à un risque:33. 
La deuxième erreur afflige toutes les entreprises, aussi petites soient-elles, d'une image de monopole avide et agressif. Caplan fait valoir la légitimité des coûts des intermédiaires:34, le caractère contre-productif que revêtirait un prix abusif dans un marché concurrentiel ainsi que l'absence de monopoles sans alternatives:35. 

### Biais anti-étranger
Caplan nomme le préjugé anti-étranger la « tendance à sous-estimer les avantages économiques de l'interaction avec les étrangers »:36. Les gens voient systématiquement le commerce international comme une compétition et s'opposent donc au libre-échange avec eux. Les étrangers sont considérés comme l'ennemi, même si les deux gouvernements sont en paix, alors que les avantages comparatifs permettent pourtant à deux pays de tirer grand profit du commerce, même en cas de déséquilibre de compétition total:38. En effet, des avantages en résultent toujours, même s'ils sont rarement symétriques. Caplan note également comment le préjugé anti-étranger peut être enraciné dans des attitudes plus ou moins racistes. Par exemple, aux yeux des américains, les échanges avec le Japon et le Mexique sont plus propres à controverse que ceux avec le Canada et l'Angleterre, qui ressemblent davantage aux États-Unis sur les plans linguistique et ethnique:39. 

### Préjugé pro-emploi
Caplan nomme préjugé pro-emploi (make-work bias donc littéralement création d'emplois artificiels) la « tendance à sous-estimer les avantages économiques de l'absence de plein-emploi »:40. Caplan affirme qu'il y a une tendance à assimiler la croissance économique à la création d'emplois. Cependant, cela ne se vérifie pas nécessairement, la croissance économique réelle étant le produit de l'augmentation de la productivité du travail. Ainsi, le chômage peut être causés par des gains de productivité rendant certains emplois inutiles. Ceteris paribus, la rationalité économique exigerait que ces personnes utilisent leurs talents ailleurs. Caplan met par exemple l'accent sur la transition agricole des 200 dernières années, passant de près de 95% des américains agriculteurs en 1800 à seulement 3 % en 1999. À mesure qu'une économie s'industrialise, la productivité du travail accrue dans l'agriculture implique moins de travail pour produire une quantité donnée de produits agricoles, libérant ainsi du travail (une ressource rare) pour la production de biens manufacturés et de services. 

### Préjugé pessimiste
Caplan nomme préjugé pessimiste la « tendance à surestimer la gravité des problèmes économiques et à sous-estimer les (récentes) performances économiques passées, présentes et futures »:44. Les électeurs perçoivent généralement un déclin ou un danger de déclin des conditions économiques alors même que les signes d'une apocalypse imminente sont peu ou pas présents. Caplan cite ainsi Julian Lincoln Simon et son livre, The Ultimate Resource, dans lequel est affirmé la progression de la société malgré l'alarmisme environnemental. 